# Pavel Makovec (ekonom)
Pavel Makovec (* 13. března 1955, Hustopeče) je český ekonom, bývalý předseda představenstva a výkonný ředitel fondu kvalifikovaných investorů Arca Capital CEE.

## Životopis
Vystudoval Národohospodářskou fakultu VŠE v Praze. Po ukončení studií vyučoval v letech 1978–1991 politickou ekonomii, obecnou ekonomickou teorii a makroekonomii. V roce 1991 absolvoval přípravné studium expertů pro činnost nově obnovované Praha pražské burzy cenných papírů na London Stock Exchange (Emerging Markets Training Programme), uzavřené měsíční stáži na londýnské burze.
V letech 1991–1999 pracoval nejprve jako bankovní disponent, následně jako vedoucí odboru emisí cenných papírů a nakonec jako ředitel divize investičního bankovnictví v České spořitelně. V letech 1999–2002 působil jako předseda představenstva ve společnosti EPIC Securities, a.s., licencovaného obchodníka s cennými papíry, člena Burzy cenných papírů v Praze (BCPP. Mezi lety 2002 a 2005 se věnoval vedení pražské pobočky Leader Investments, Inc., Arlington Heights , Illinois, USA. V letech 2005–2006 za Tvrdíkova a Lašákova působení vedl oddělení dlouhodobého financování a treasury Českých aerolinií.
V letech 2008–2018 byl předsedou představenstva a výkonným ředitelem fondu kvalifikovaných investorů Arca Capital CEE, uzavřeného investičního fondu, a.s..
V roce 2017 Makovec jako leader strany Dobrá volba 2016 za Jihomoravský kraj neúspěšně kandidoval ve volbách do Poslanecké sněmovny parlamentu České republiky. Pravidelně publikuje na Idnes.cz, Pravednes.sk a ve Vlasteneckých novinách. V roce 2019 se stal členem dozorčí rady Snapcore a.s.

## Členství ve statutárních a dozorčích orgánech obchodních společností v letech 1994–2018
- místopředseda představenstva Investiční společnosti České spořitelny, a.s.
- místopředseda představenstva Penzijního fondu České spořitelny, a.s.
- předseda dozorčí rady Leasingu České spořitelny, a.s.
- člen představenstva SEPAP, a.s. Štětí
- člen představenstva KABLO-ELEKTRO, a.s. Vrchlabí
- člen představenstva Vodní stavby Praha, a.s.
- místopředseda dozorčí rady MERO ČR, a.s.
- předseda představenstva EPIC Securities, a.s.
- člen dozorčí rady LACHEMA Brno, a.s.
- člen představenstva ORION CAPITAL MANAGEMENT, investiční společnost a.s.
- člen dozorčí rady NFA Holding, a.s.
- předseda dozorčí rady RSBC Financial Services a.s.
- člen dozorčí rady Arca Capital Global Equity, investiční fond, a.s.
- člen představenstva Natura Food Additives, a.s.
- předseda [představenstva Arca Capital CEE, uzavřený investiční fond,a.s.
- člen dozorčí rady Snapcore a.s.
- zmocněnec fondu r2p invest SICAV, a.s.